# Titica
Titica est une chanteuse et danseuse angolaise, musicienne de kuduro. Elle a été nommée meilleure artiste kuduro de 2011.

## Biographie
La popularité de Titica découle de la capacité de l'artiste à fusionner différents styles dans sa capacité et à embrasser son caractère unique dans l'industrie de la musique angolaise. Son nom de scène est portugais ; elle l'a choisi pour récupérer les mots haineux que les gens lui ont lancés en tant que femme trans. Son succès dans l'industrie combat les sentiments homophobes et transphobes qui existent en Angola et dans le monde. Elle combine sa formation en ballet avec des styles de danse traditionnels kuduro pour représenter une marque unique et personnalisée de féminité et de contrôle sur son corps .

### Début de carrière
Née Teca Miguel Garcia à Luanda, Titica a commencé sa carrière en tant que danseuse d'appoint avec des artistes tels que Noite & Dia, Propria Lixa et Puto Portugues,. Son premier enregistrement d'un single n'était pas prévu. Elle avait seulement l'intention d'aider Noite & Dia avec l'inspiration pour développer un refrain pour une piste, et la session en studio a abouti à l'enregistrement de la voix de Titica pour la piste. Cette expérience a déclenché la carrière d'enregistrement de musique de Titica. Un an plus tard, en octobre 2011, elle enregistre Chão qui devient un succès international, notamment en Angola et dans la diaspora angolaise,.

### Influences
Titica est très explicite sur son origine congolaise et l'influence que cela a sur sa musique. Dans sa conférence Red Bull Music Academy à Berlin 2018, elle évoque certaines de ses influences : « J'ai une origine congolaise. J'ai écouté beaucoup de musique du Congo. Pépé Kallé [et] Koffi Olomidé, m'ont beaucoup inspirée ». Elle déclare en outre que sa musique combine le kuduro avec les genres congolais Kallé et N'dombolo.
Une autre source d'inspiration de Titica est l'artiste féminine de kuduro, Fofandó. Titica discute de cette influence dans la même conférence de la Red Bull Music Academy : « L'une des artistes féminines les plus importantes de la scène kuduro était Fofandó, qui est la reine du kuduro. Vous entendez partout dans le monde, au Brésil, ils disent que je suis la reine du kuduro, mais kuduro a une reine qui nous a inspirés et je l'admire ».

### Activisme et plaidoyer
En 2013, elle est nommée ambassadrice de bonne volonté de l'ONUSIDA. Grâce à ce rôle et à sa popularité internationale, Titica accroît la sensibilisation aux risques et au traitement du VIH, à la santé sexuelle et aux problèmes concernant la communauté LGBT. Dans sa déclaration à l'ONUSIDA, elle déclare : «« J'ai été battue et lapidée pour qui je suis. J'ai subi tellement d'humiliations, mais je suis prête à montrer l'exemple et à aider à surmonter la stigmatisation et la discrimination dans mon pays et au-delà ».
En plus de sa plate-forme en tant que personnalité publique de renommée internationale, Titica fait connaître ces problèmes à travers les paroles de sa musique. Dans sa collaboration en 2012 avec le chanteur angolais populaire Ary, Ohla O Boneca, elle prend une position audacieuse pour l'égalité en amour. La BBC rapporte également que sa sortie en 2016 Abaixa avec le DJ João Linho « est devenue un hymne sur la façon de lutter contre l'homophobie en Angola ».

### Spectacles internationaux
Titica se produit au Brésil en 2017, où elle sort sa chanson Capim Guiné avec le groupe BaianaSystem à Rio de Janeiro,.

## Œuvres
Le 15 décembre 2011, Titica annonce sa première œuvre intitulée O Chão, avec le magnifique single Olha o Boneco avec l'Ary afro-portugais. La chanson rejoint quelques kuduro émouvants et 'créu'. Il sort pour la première fois sur 'Cultura Angolana Radio'. Au Portugal et au Brésil, la chanson reste à la première place des charts musicaux pendant 3 semaines dans l'émission portugaise TOP + et 7 semaines dans l'émission brésilienne Rolando Música.
Olha o Boneco rencontre beaucoup de succès dans les discothèques et les émissions de télévision dans les PALOP (pays africains dont la langue officielle est le portugais) et certains pays européens. Titica dans cette chanson veut faire passer un message sur la sexualité de certaines personnes en quelques phrases qui font sa marque « outrora fui bailarina, agora sou à menina » et quand Ary chante « venho de forma diferente, e quem quiser que comente.. .bem ou mal é de mim, porque estão falando assim » (que nous sommes tous différents mais tous humains, tous égaux, juste un seul amour).
La deuxième chanson de l'album d'O Chão est Ablua, enregistrée en Angola. Le troisième single est connu sous le nom de Chão Chão et est inclus dans l'album bonus track.
Pra Quê Julgar ? (Pourquoi Juger ?) est le troisième album studio de la chanteuse angolaise Titica. Les chansons sont chantées principalement en portugais et en portugais angolais, mais il existe aussi des chansons en français et en lingala. La sortie de l'album est précédée par la sortie de quelques singles promotionnels qui sont intégrés à sa tracklist.